# Ames Lake
Ames Lake az Amerikai Egyesült Államok északnyugati részén, Washington állam King megyéjében elhelyezkedő statisztikai település. A 2010. évi népszámlálási adatok alapján 1486 lakosa van.

## Népesség
A település népességének változása:
| Lakosok száma | 1435 | 1486 | 1524 |
|               | 2000 | 2010 | 2020 |